# Melbourne Zebras
Maillots
Melbourne Zebras est un club australien de football basé à Melbourne. Le  club a participé à la National Soccer League, qu'ils ont remporté en 1985 et à la Victorian Premier League, où il a été sacré à huit reprises.

## Histoire
Le club est fondé en 1948 sous le nom de Juventus par des émigrés italiens, résultat de la fusion de plusieurs petits clubs locaux. 
Brunswick Juventus devient le club phare de l'État de Victoria dans les années 1950, en remportant six titres (dont cinq consécutifs entre 1952 et 1956) en Victorian Premier League. Dans les années 1960, alors que l'équipe reste toujours aussi compétitive, l'émergence d'autres clubs communautaires, comme South Melbourne FC, va stopper cette mainmise sur le football régional et Brunswick doit attendre 1970 pour être à nouveau sacré champion.
Il continue à concourir au sein de la Victorian Premier League après leur titre de 1970 et remportent quatre Dockerty Cup durant les années 1970. À noter que le club ne fait pas partie des membres fondateurs de la National Soccer League en 1977.
En 1980, le club change de nom et devient Brunswick United Juventus. Quand la NSL met en place un championnat organisé en conférences, en 1984, Brunswick rejoint l'élite nationale et atteint même la finale, battu par South Melbourne FC. Ce très bon résultat est amélioré la saison suivante avec le titre de champion, après avoir battu Heidelberg United, South Melbourne FC et Preston Lions en phase finale puis vaincu Sydney City SC lors de la Grande Finale.
La saison 1986 voit Brunswick termine en tête de la conférence Sud mais il s'incline finalement lors des play-offs, battu d'abord par Adelaide City puis par Footscray JUST. C'est le dernier résultat majeur du club en championnat. La saison suivante est terminée en milieu de classement, à la 8e place et en 1988, une 13e place entraîne la relégation du club en championnat régional. Brunswick remporte son dernier titre en 1991, avec un succès en Victorian Premier League et retrouve la NSL en 1993-1994 sous le nom de Brunswick Pumas. Ce retour est de courte durée puisque le club doit quitter le championnat à l'issue de la saison suivante (disputée sous le nom de Melbourne Zebras) et s'aligner en Victorian Premier League. 
En 1996, le club fusionne avec les formations de Box Inter Hill et Bulleen Lions pour former l'équipe de Bulleen Inter Kings.

## Palmarès
- Championnat d'Australie :
  - Vainqueur : 1985

- Coupe d'Australie :
  - Finaliste : 1988

- Victorian Premier League :
  - Vainqueur : 1952, 1953, 1954, 1955, 1956, 1958, 1970, 1991

## Grands joueurs
- Ross Aloisi
- Heremaia Ngata